# Nabil Maleh
Nabil Maleh (árabe: نبيل المالح) (28 de setembro de 1936 – 24 de fevereiro de 2016) foi um artista sírio, realizador, documentalista, roteirista, produtor, professor, pintor, e poeta; é honrado e recordado como o pai do cinema sírio.
Nabil publicou mais de 1000 artigos em contos curtos, ensaios e poemas. Foi escritor e director de umas 150 obras curtas, experimentais e documentárias, e doze longas-metragens, incluindo:
- The Extras
- The Leopard.

Obteve mais de 60 prémios em festivais de cinema internacionais, incluindo vários prémios de apreciação pela sua obra. Vários filmes seus estão no currículo de escolas de cinema internacionais; ensinou direcção cinematográfica, actuação, escritura e estética em muitas universidades, centros e associações, como Universidade de Texas em Austin e na Universidade de Califórnia em Los Angeles.

## Biografia
Maleh nasceu numa família de classe média alta, em Damasco. Quando tinha 14 anos, costumava escrever artigos políticos para jornais locais. Mais tarde aos 16 anos, foi à República Checa para estudar física nuclear. No entanto, de imediato apaixonou-se pela indústria cinematográfica quando se lhe pediu que fosse um extra num filme; então, foi estudar à Escola de Cinema de Praga (FAMU, siglas em checo), cujos estudantes depois incluiriam a Milos Formam e a Jiri Menzel. Enquanto estudante, trabalhou na Arab Rádio Transmission, uma estação checa em língua árabe, dirigida ao Médio Oriente. Os anos escolares de Nabil estiveram cheios de inspiração cultural; escreveu: -"Além do aspecto técnico e dos altos regulares artísticos, FAMU criou e desenvolveu uma base cultural muito sofisticada para o cineasta. A cultura era parte da vida quotidiana, um evento diário, um novo livro, jogo, concerto, um debate interessante. E tudo estava acessível. É o único lugar onde encontrei a cultura gratuita. Vivi durante um mês em Praga pelo que um concerto com assentos maus teria custado em Paris.”-
Terminou a escola, e regressou a seu lar em 1964, mas num ano voltou ao estrangeiro.

### Carreira como director
Após graduar-se, em 1964, e regressar à Síria, Maleh foi proclamado o primeiro graduado de cinema europeu em seu país natal. Foi convidado a uma nova organização nacional de cinema estabelecida para controlar e dirigir uma das primeiras longa-metragens da organização. Maleh escreveu um guião baseado na novela do autor sírio Haidar Haidar The Leopard. Uma semana antes de começar a filmagem, o Ministério do Interior proibiu a projecção do filme. Só em 1971 se estreou o filme; e, Maleh fez-se popular. "The Leopard" teve um grande sucesso e introduziu o cinema sírio no palco mundial. Maleh filmou muitos filmes sobre a guerra Palestiniana e no Vietname. Seu filme "Labor" foi proibido em Síria porque tinha uma representação negativa de uma figura do governo. Em 1979, apresentou seu segundo filme "Fragments". Apesar do sucesso do filme, a relação do director com o governo sírio foi costa abaixo. Deixou a Síria e foi para os Estados Unidos, onde ensinou produção cinematográfica na Universidade de Texas em Austin e na Universidade de Califórnia, Los Angeles com uma bolsa Fulbright. Passou os seguintes dez anos na Europa, principalmente em Grécia, e continuou escrevendo. Em 1992, a Organização Nacional de Cinema de Síria convidou-o a voltar a dirigir o filme em Damasco para dirigir sua próxima grande obra The Extras.
Com sua empresa de produção Ebla, que leva o nome de uma fonte da Idade de Bronze da civilização síria, Maleh produziu vários documentários para mercados estrangeiros, incluído "Um dia beduino", narrado em inglês e distribuído em Europa por uma companhia britânica.
Continuou escrevendo, produziu um guião de um thriller político sobre um oficial iraquiano escapado que se esconde entre os turistas em Líbano. O filme Hunt Feast (Festa de caça), foi filmado em 2005 numa realização conjunta sírio-britânica, mas permanece encerrado numa batalha legal. No ano seguinte, o  Festival internacional de cinema de Dubai honra Maleh,  Oliver Stone e a estrela de Bollywood Shah Rukh Khan, por sua destacada contribuição ao cinema.